# Boris Michailowitsch Kustodijew

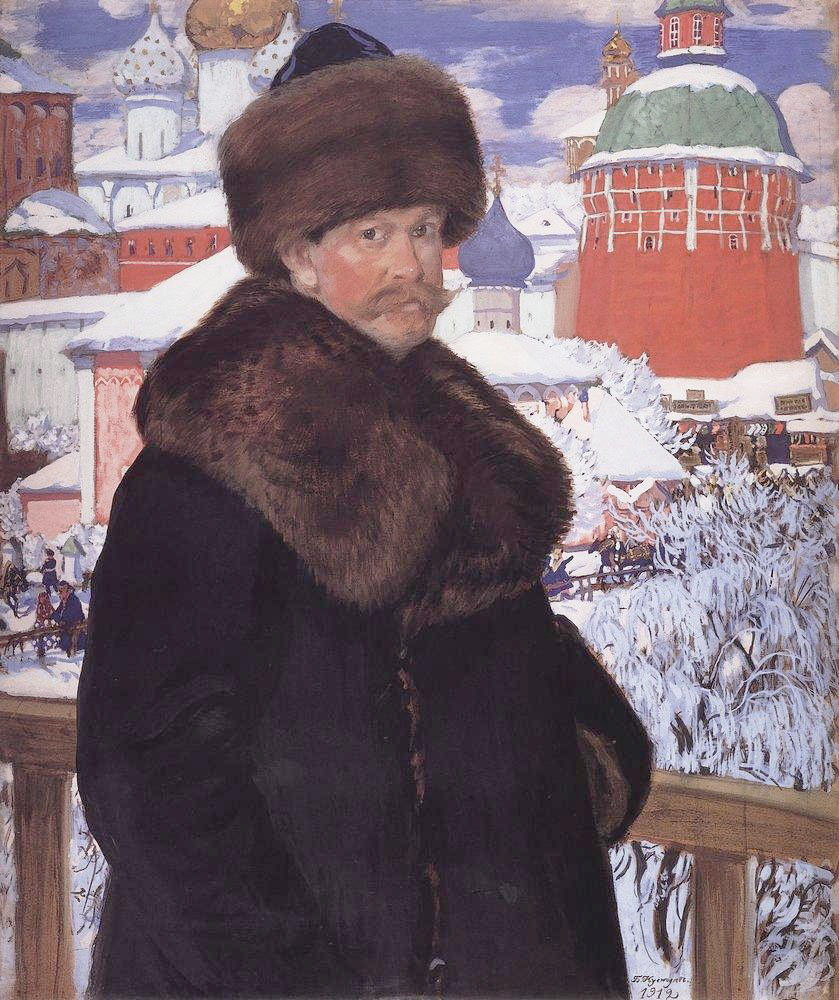
Selbstporträt vor dem Dreifaltigkeitskloster von Sergijew Possad, 1912, Uffizien

Boris Michailowitsch Kustodijew (russisch Борис Михайлович Кустодиев, wiss. Transliteration Boris Michajlovič Kustodiev; * 23. Februar / 7. März 1878 in Astrachan; † 26. Mai 1927 in Leningrad) war ein russischer und später sowjetischer Maler und Grafiker.

## Leben
Geboren als Sohn eines Gymnasiallehrers, begann er nach Beendigung der Schulausbildung Theologie zu studieren. Nebenher nahm er in der Zeit von 1893 bis 1896 privaten Malunterricht bei P. A. Wlassow in Astrachan. In den Jahren 1896 bis 1903 setzte er seine Ausbildung an der Petersburger Kunstakademie fort, u. a. unter der Leitung von W. Je. Sawinski und Ilja Jefimowitsch Repin. Er beteiligte sich in dieser Zeit gemeinsam mit Iwan Kulikow an der Arbeit an Repins Gemälde Festsitzung des Staatsrates am 7. Mai 1901, dem hundertsten Jahrestag seit seiner Gründung (Заседание Государственного совета). Zu jener Zeit schuf er außerdem mehrere Porträts russischer Zeitgenossen, u. a. von Iwan Bilibin (1901).
1904 schloss er sein Studium ab und ging auf Auslandsreise. Diese führte ihn 1904 nach Frankreich und Spanien, 1907 nach Italien und 1909 nach Österreich und Deutschland sowie ein weiteres Mal nach Italien. Organisator dieser Studienreise war die Neue Gesellschaft der Künstler. In dieser Zeit entstanden viele Porträts und Genregemälde.
Nach seiner Rückkehr nach Russland wurde Boris Kustodijew 1909 zum Mitglied der Petersburger Kunstakademie berufen. Bereits zwei Jahre früher wurde er 1907 Mitglied der Vereinigung russischer Künstler. Im Jahr 1911 schloss er sich der Künstlerbewegung Mir Iskusstwa an. Wegen Tuberkulose musste er auf ärztlichen Rat hin eine schöpferische Pause einlegen. Er begab sich für ein Jahr in eine Privatklinik in die Schweiz. Ab 1916 war er querschnittsgelähmt.
Ab 1913 lehrte er an der Neuen Künstlerhochschule in Sankt Petersburg (Leningrad). Nach der Oktoberrevolution von 1917 war er vielseitig tätig, wobei er sich vorrangig aktuellen Themen der Revolution widmete. So entstanden Vorlagen für Plakate, Kalender, Zeitschriften und Bücher. Darüber hinaus war er lithografisch tätig. Im Jahr 1923 wurde er Mitglied der Vereinigung der Künstler des Revolutionären Russlands. Er verstarb 1927 in Leningrad.
Kustodijew schuf lebhaft leuchtende und üppige Gemälde. Weiterhin widmete er sich der Illustration von Büchern. So illustrierte er Bücher von Nikolai Gogol, Michail Lermontow und Leo Tolstoi. In der Zeit von 1905 bis 1907 arbeitete er für die satirische Zeitschrift Schupel (deutsch: Schreckgespenst). Ab 1911 gestaltete er zeitweise Dekorationen für Theatervorstellungen. Seine Werke sind größtenteils im Russischen Museum, im Nischni Nowgoroder Kunstmuseum, im Kunstmuseum von Astrachan und in der Tretjakow-Galerie ausgestellt.
Ein vom russischen Mäzen Wiktor Felixowitsch Wekselberg 2005 bei Christie’s für 1,5 Millionen Pfund Sterling erworbenes Bild Odaliske aus dem Jahr 1919 erwies sich als Fälschung.

## Werke (Auswahl)

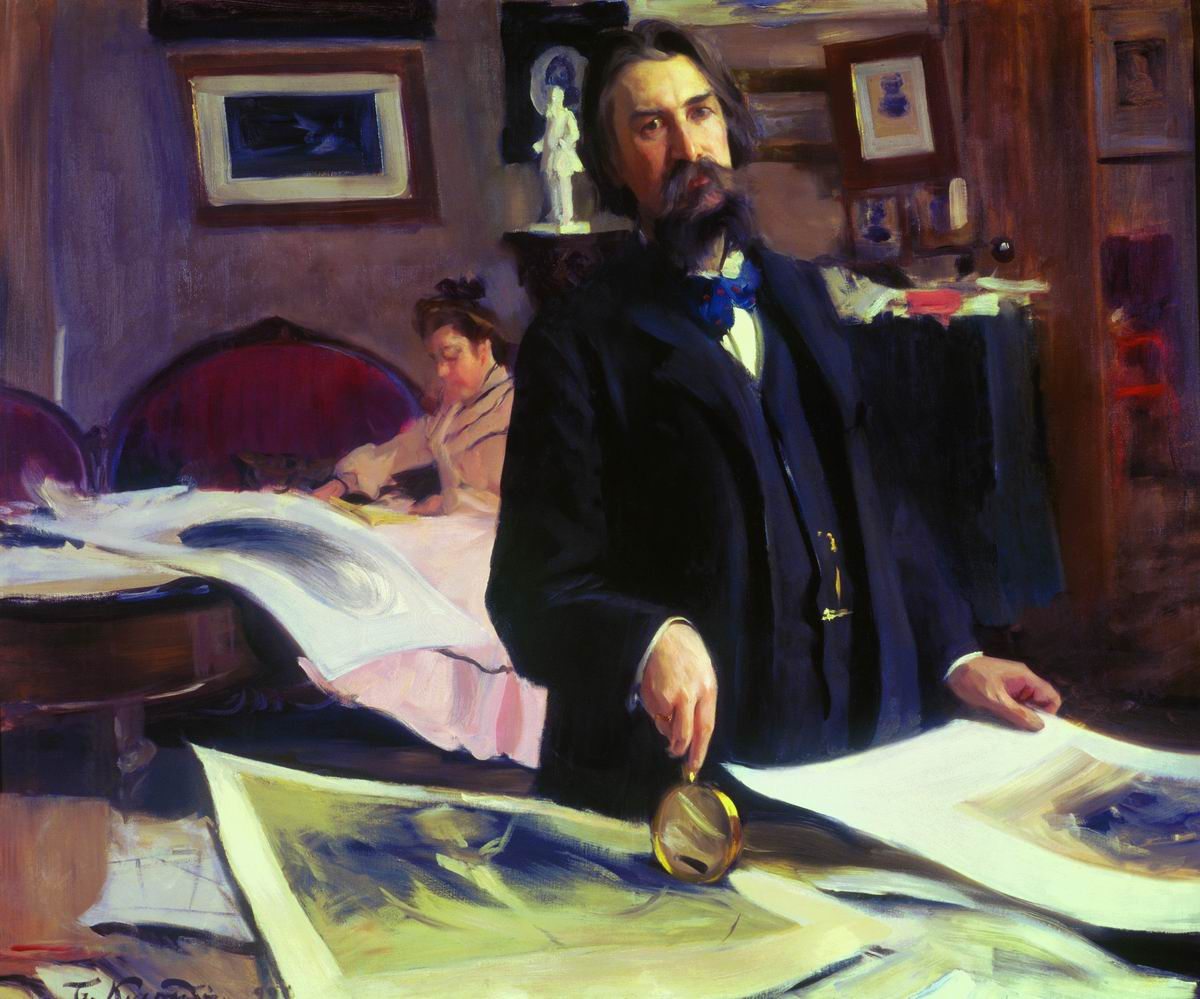
Porträt Wassili Mathé (1902)
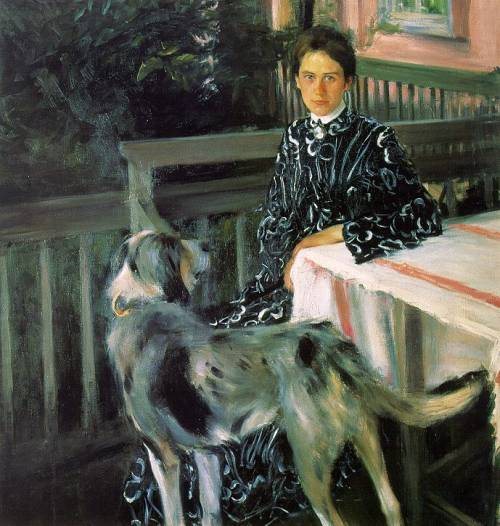
Porträt Julia Kustodijewa, Gattin des Künstlers (1903)
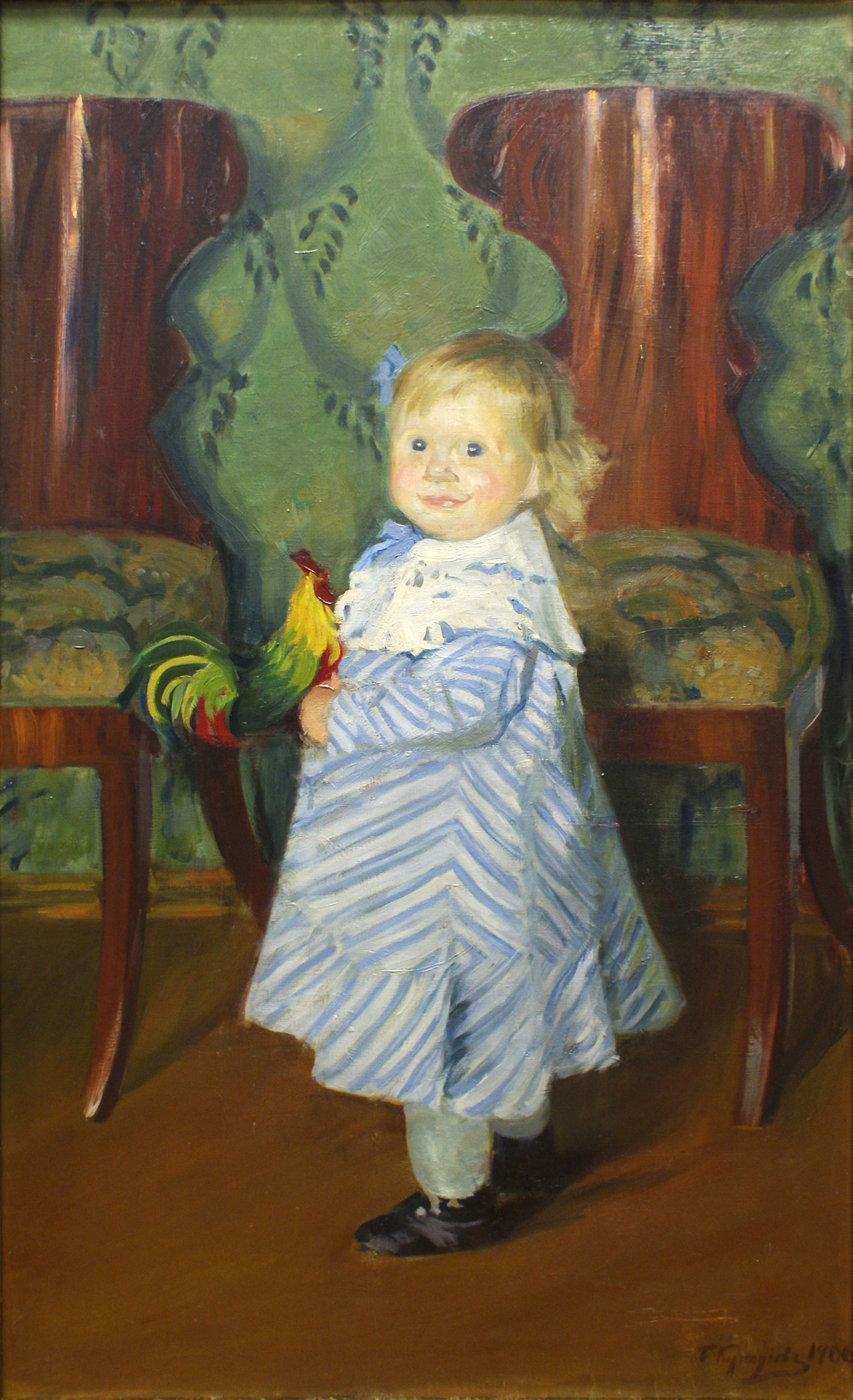
Irina, die Tochter des Künstlers (1906)
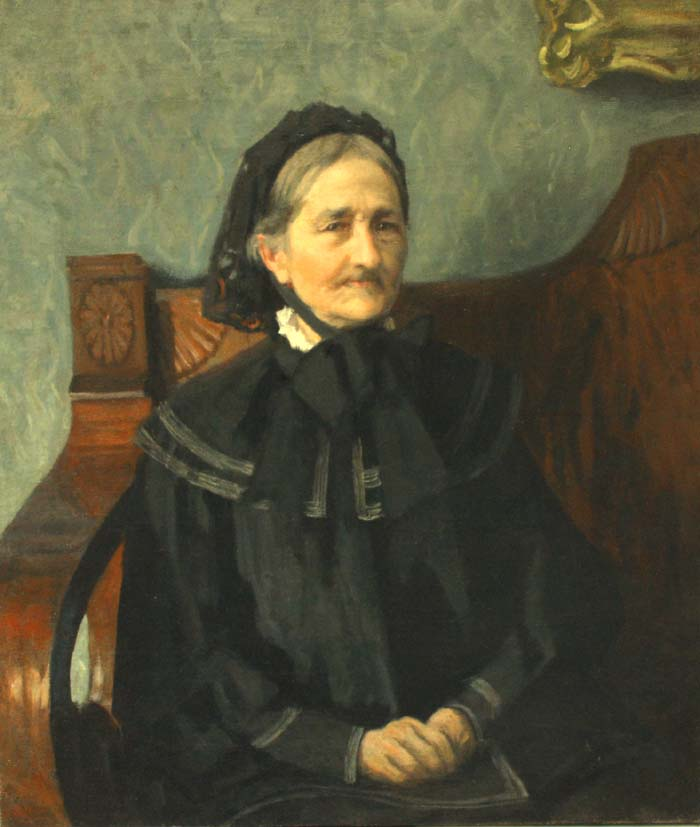
Porträt Elisaweta Grigorjewna Puschkina (1907)
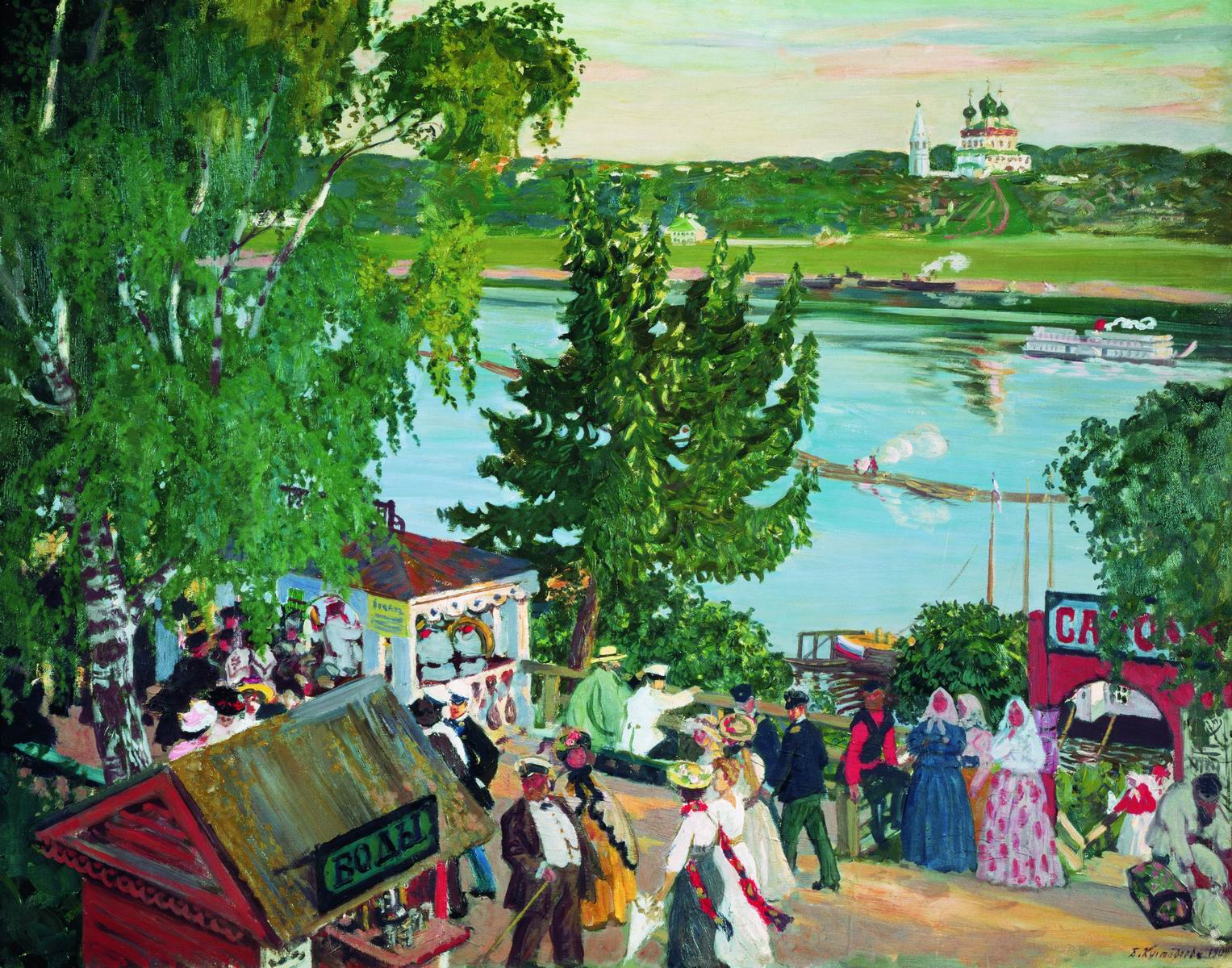
Promenade entlang der Wolga (1909)
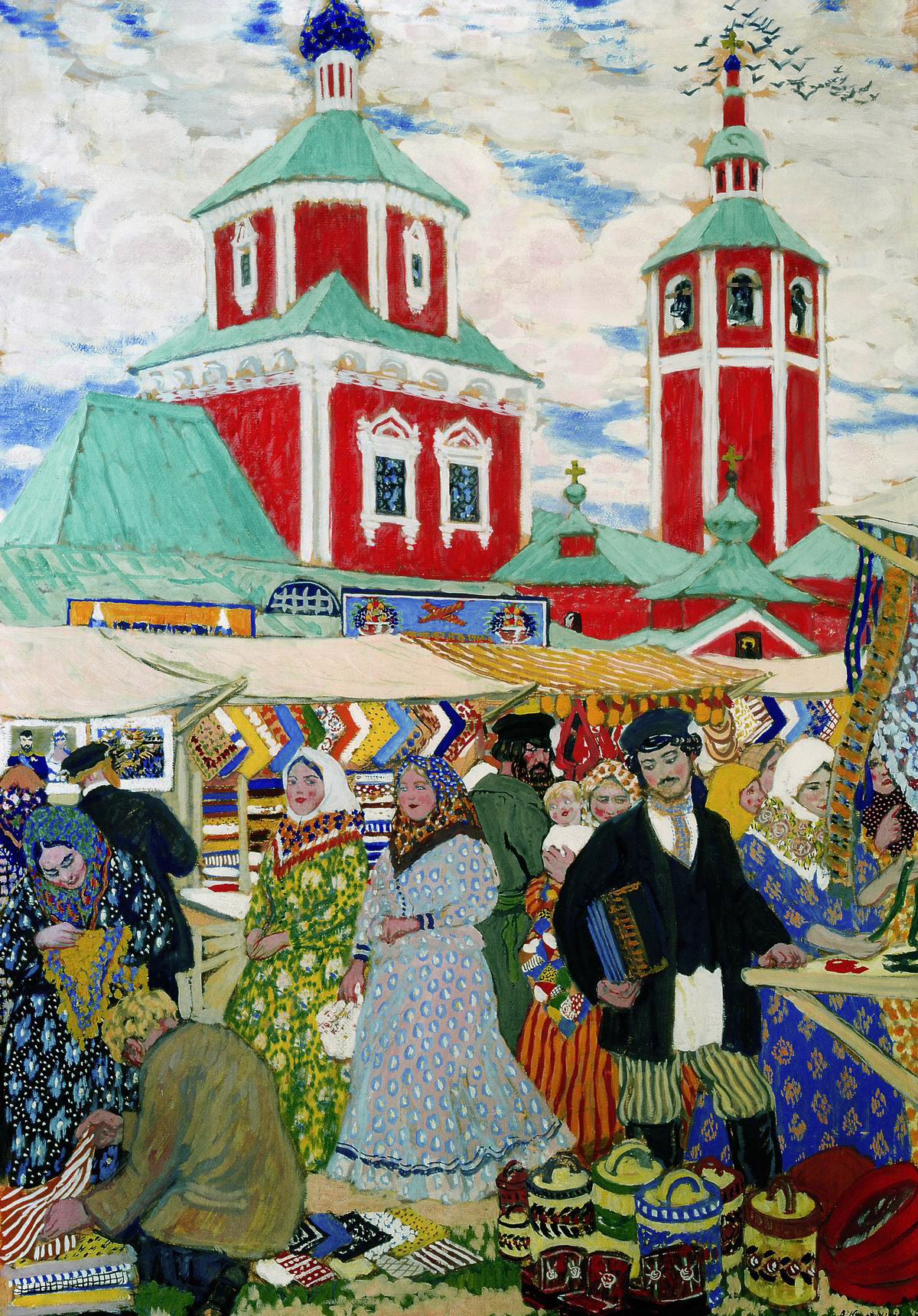
Der Markt (1910)
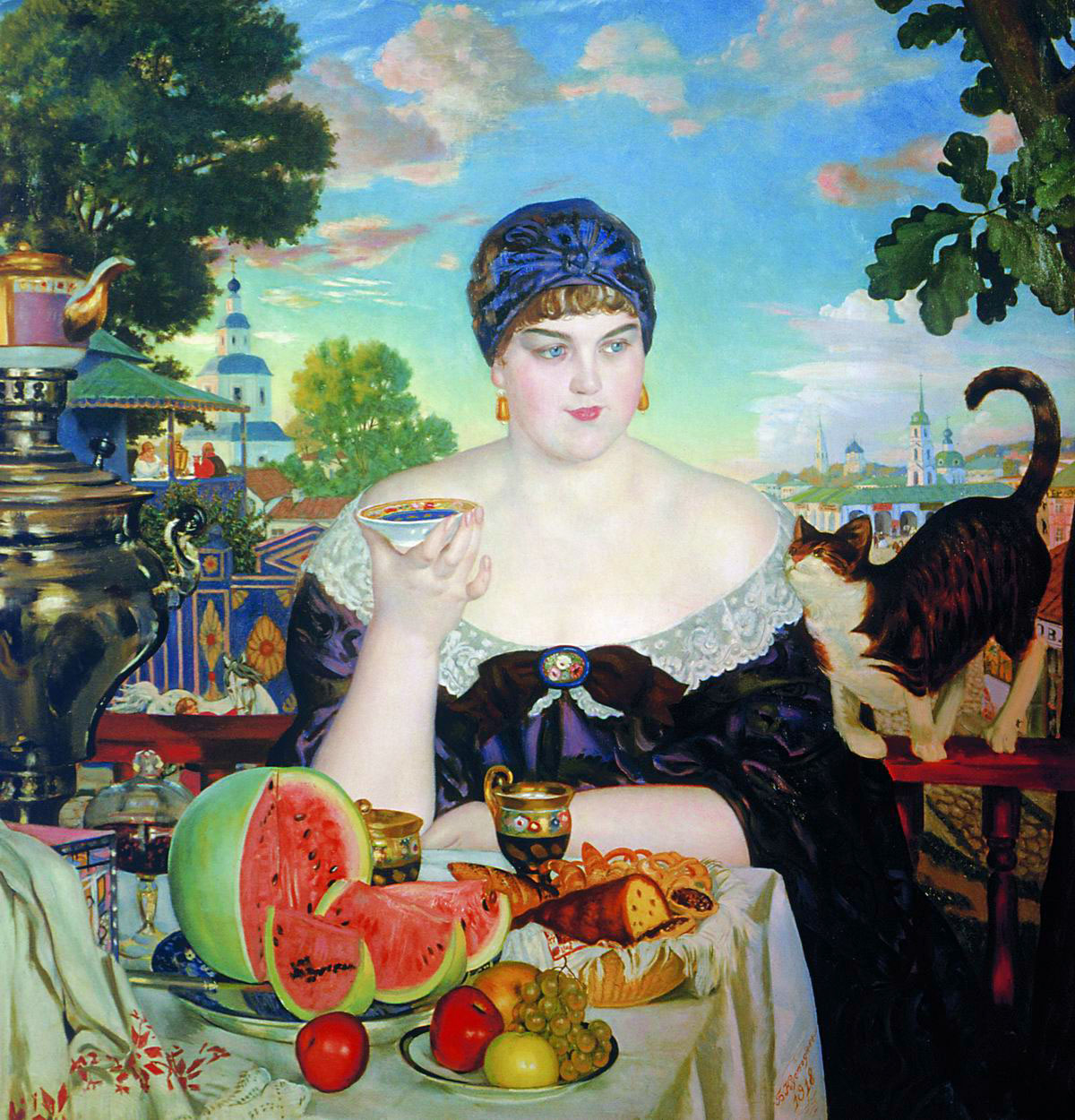
Gattin des Kaufmanns, (1912)
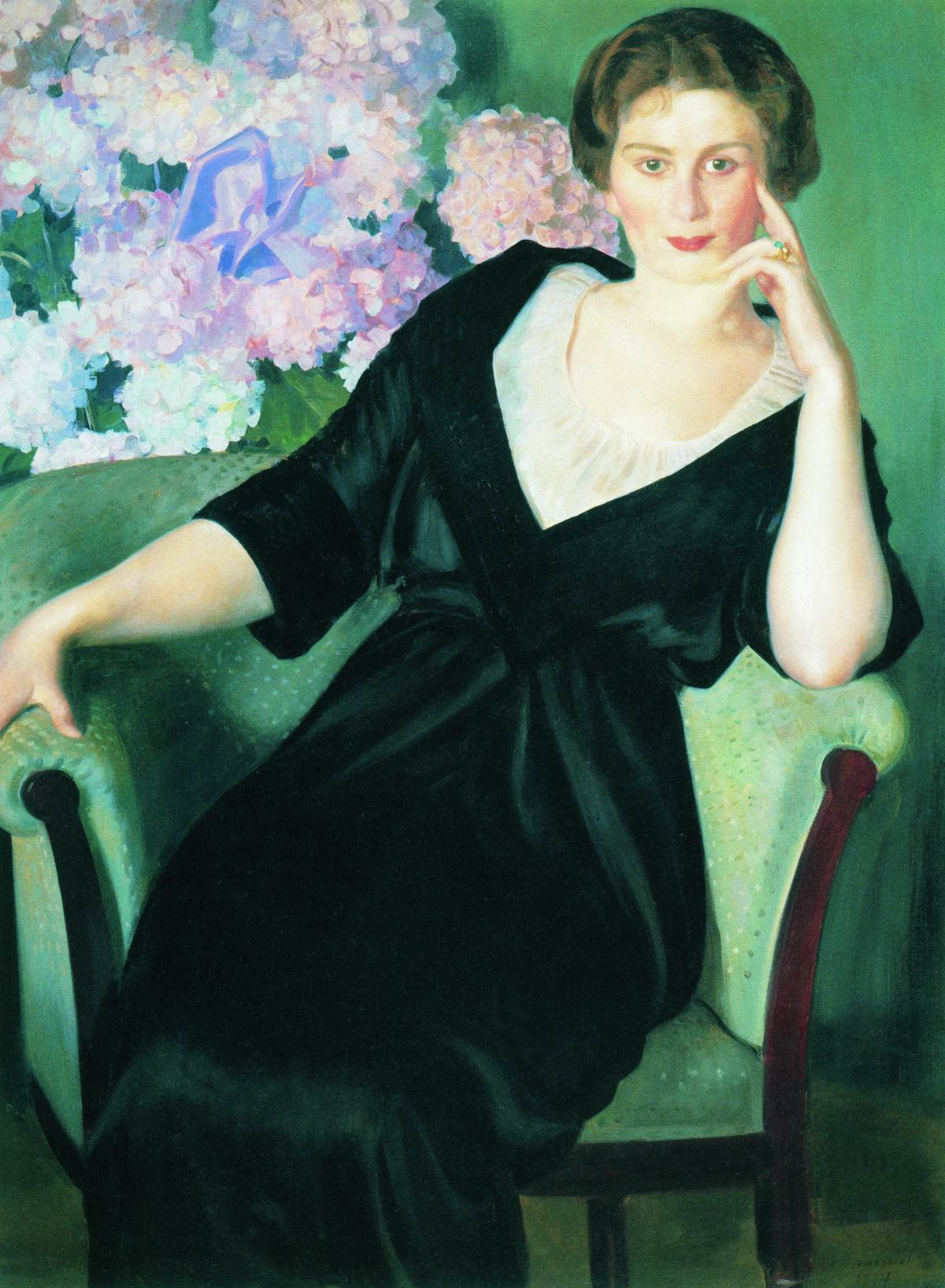
Porträt Paula Renée Notthafft (1914)
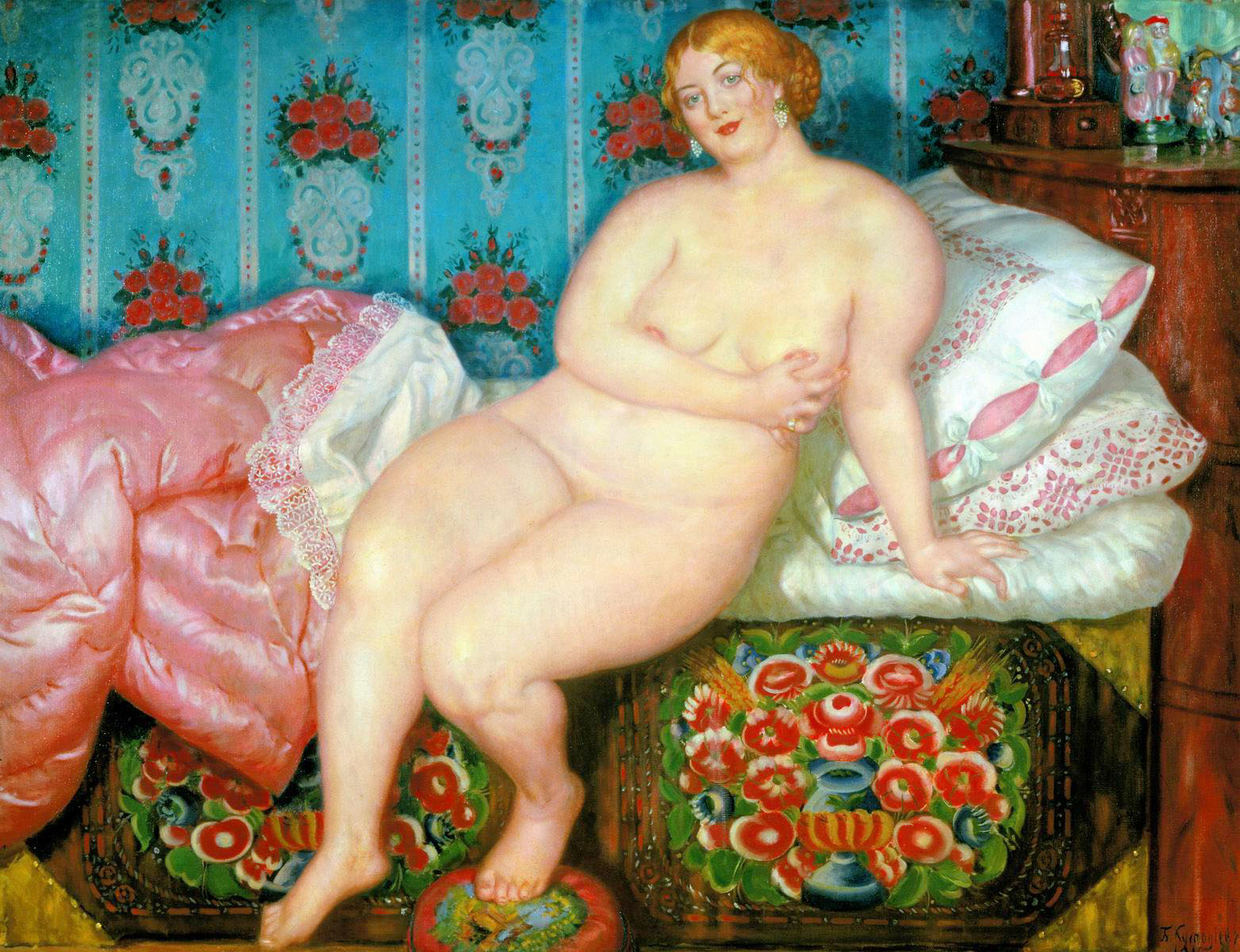
Die Schöne (1915)
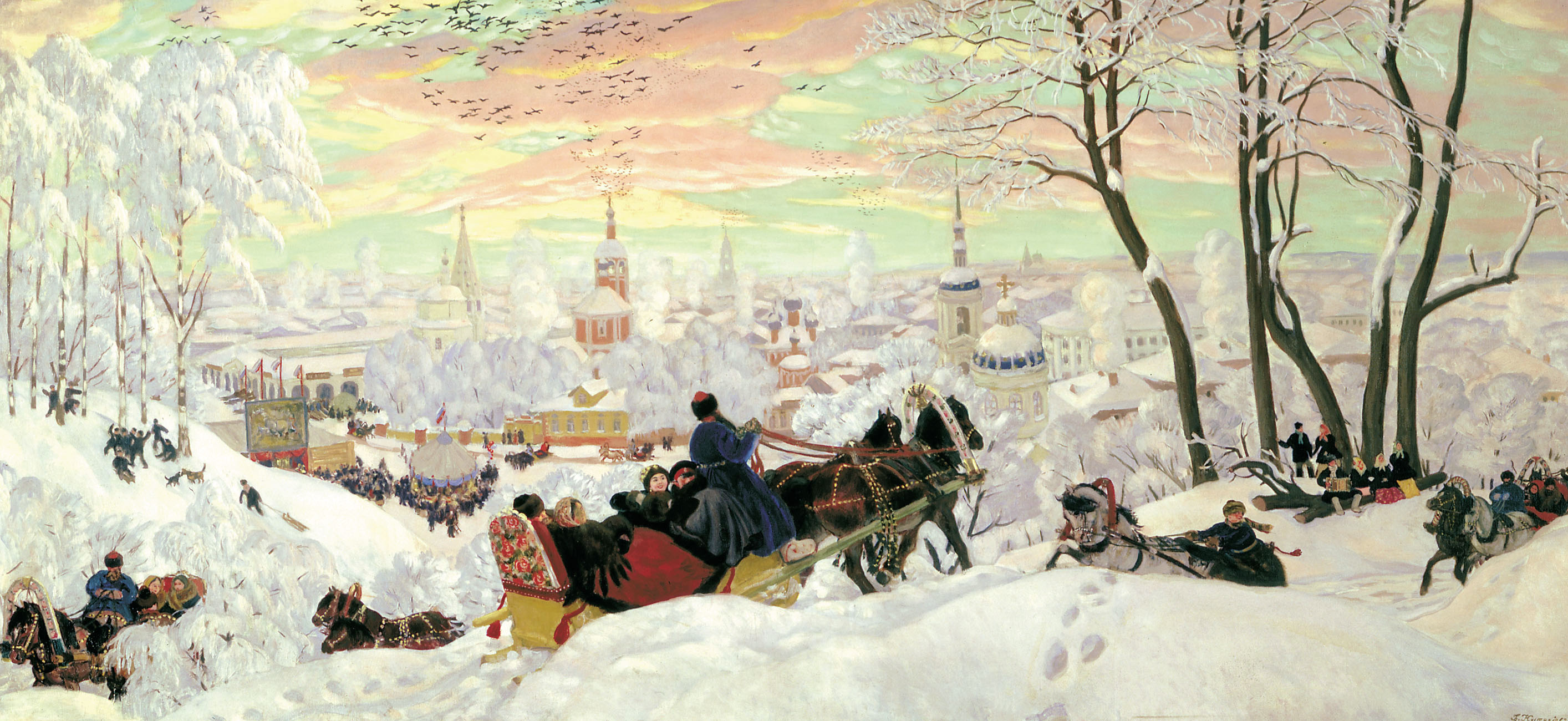
Butterdienstag (1916)
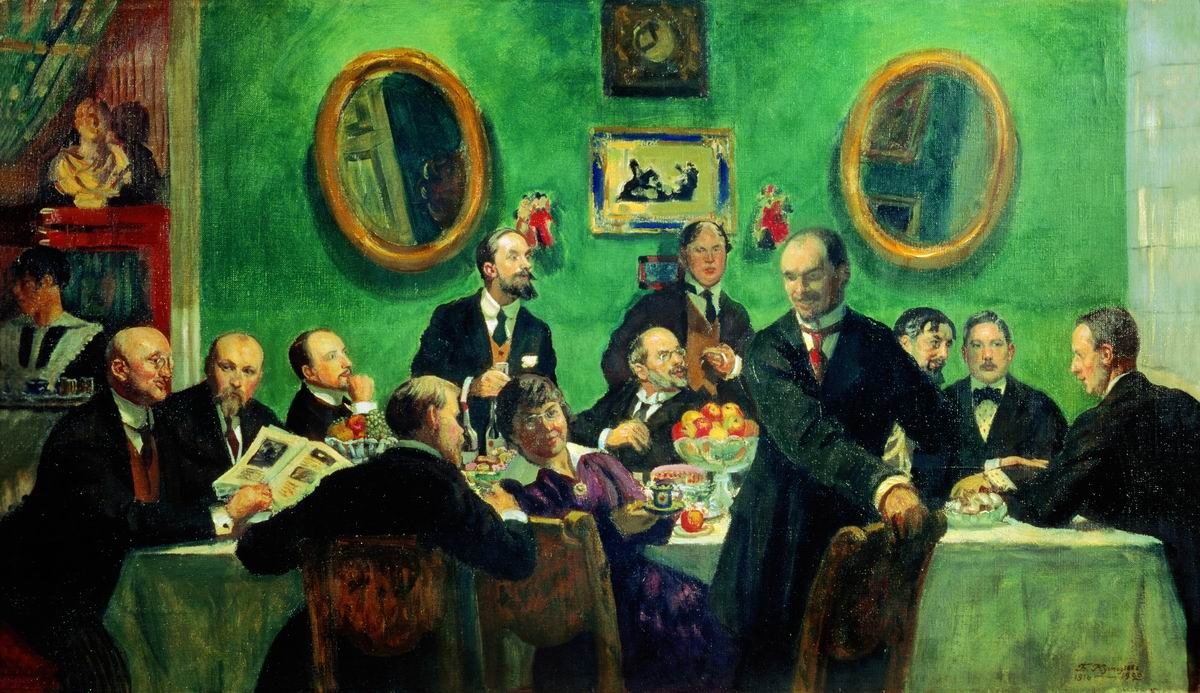
Mitglieder der Welt der Kunst (1916–1920)
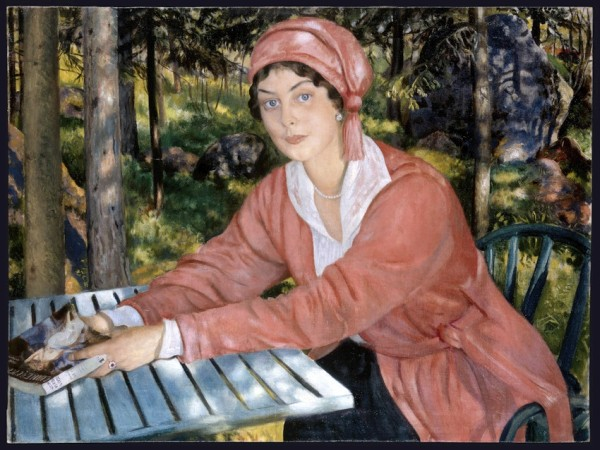
Porträt Gräfin Grabowska (1917)
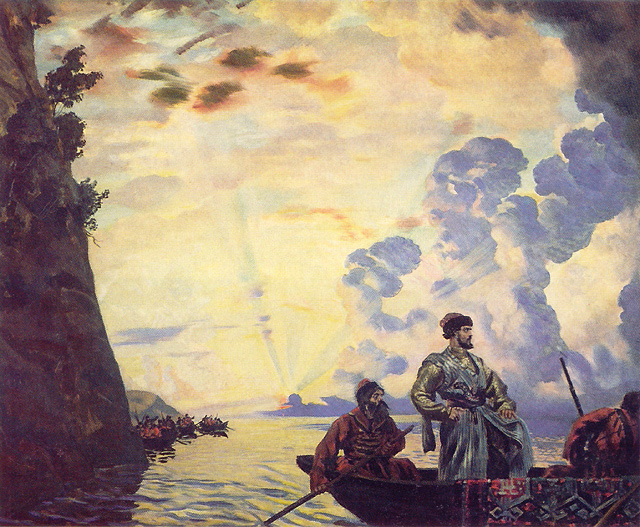
Stenka Rasin (1918)
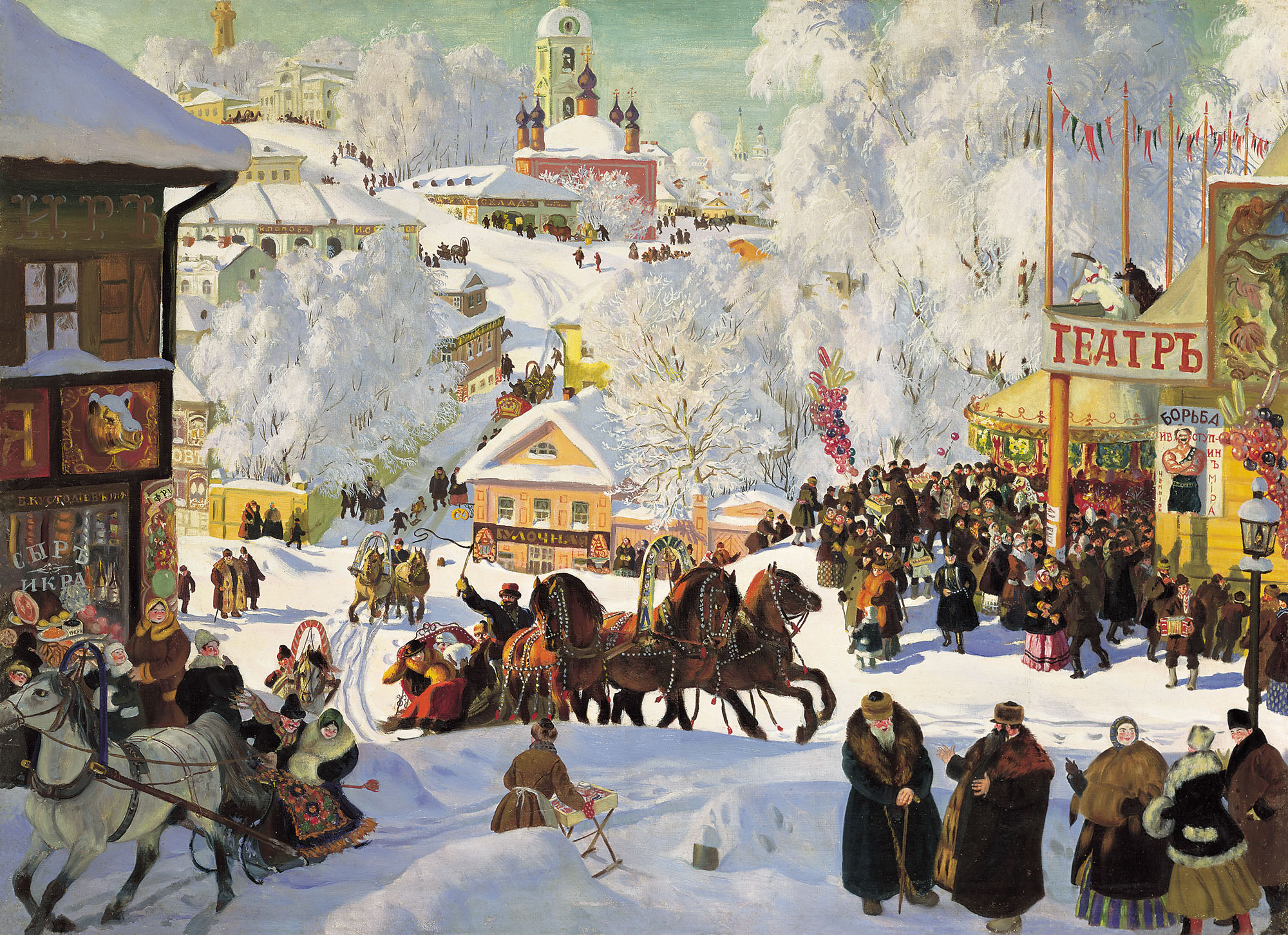
Masleniza (1919)
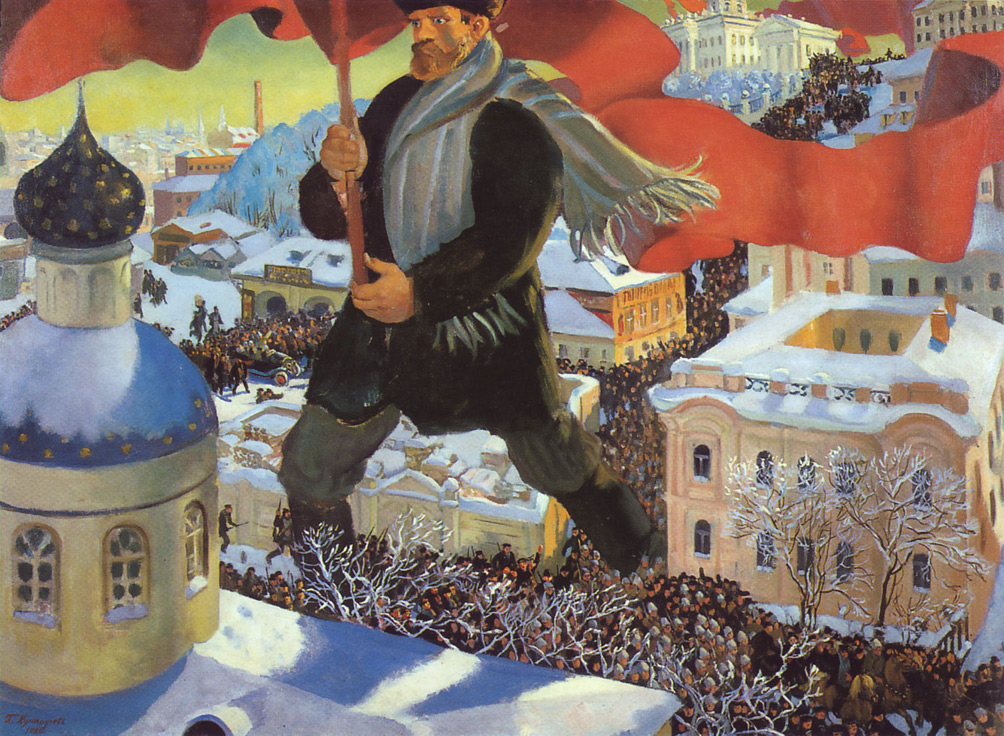
Bolschewik (1920)
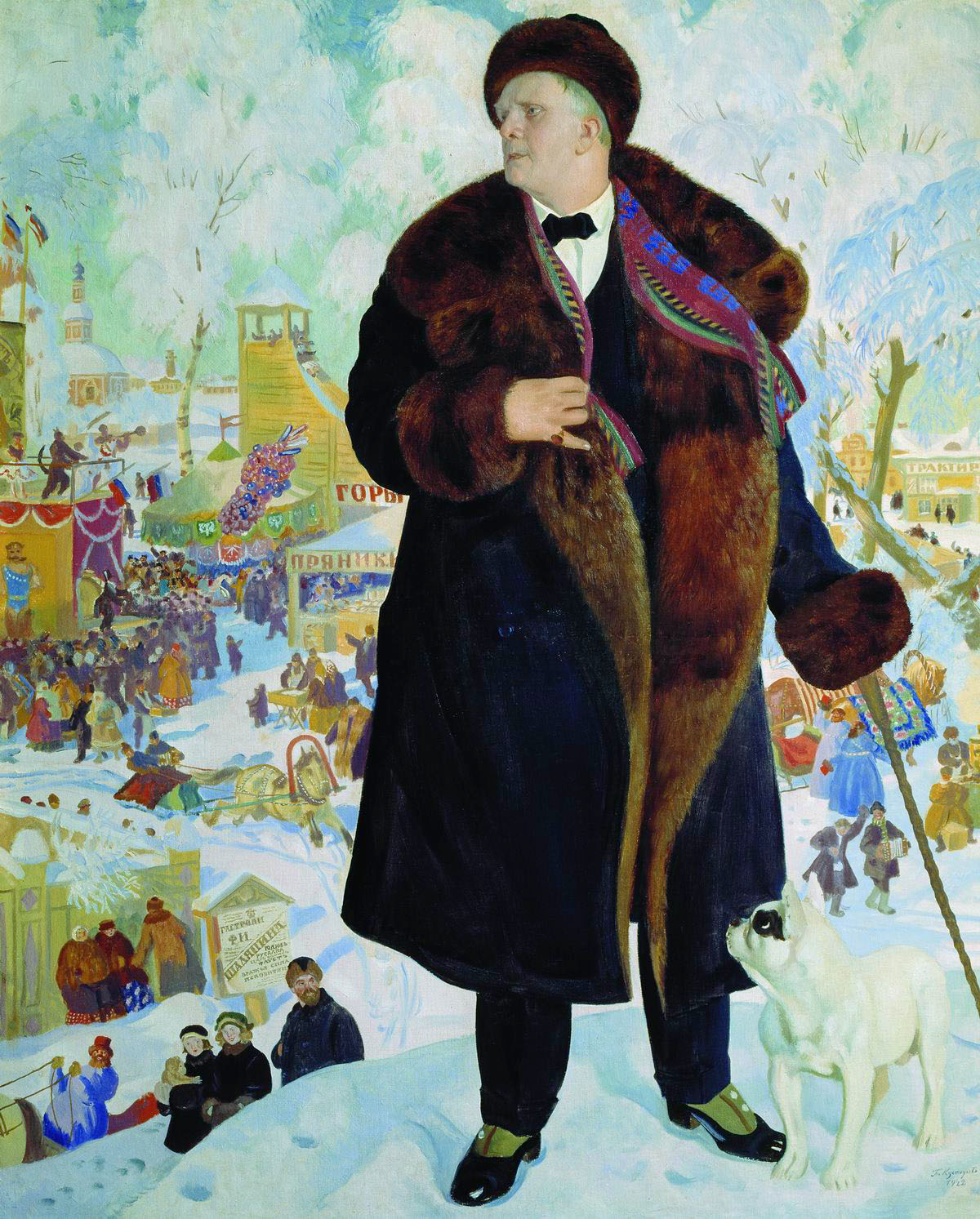
Fjodor Schaljapin (1921)
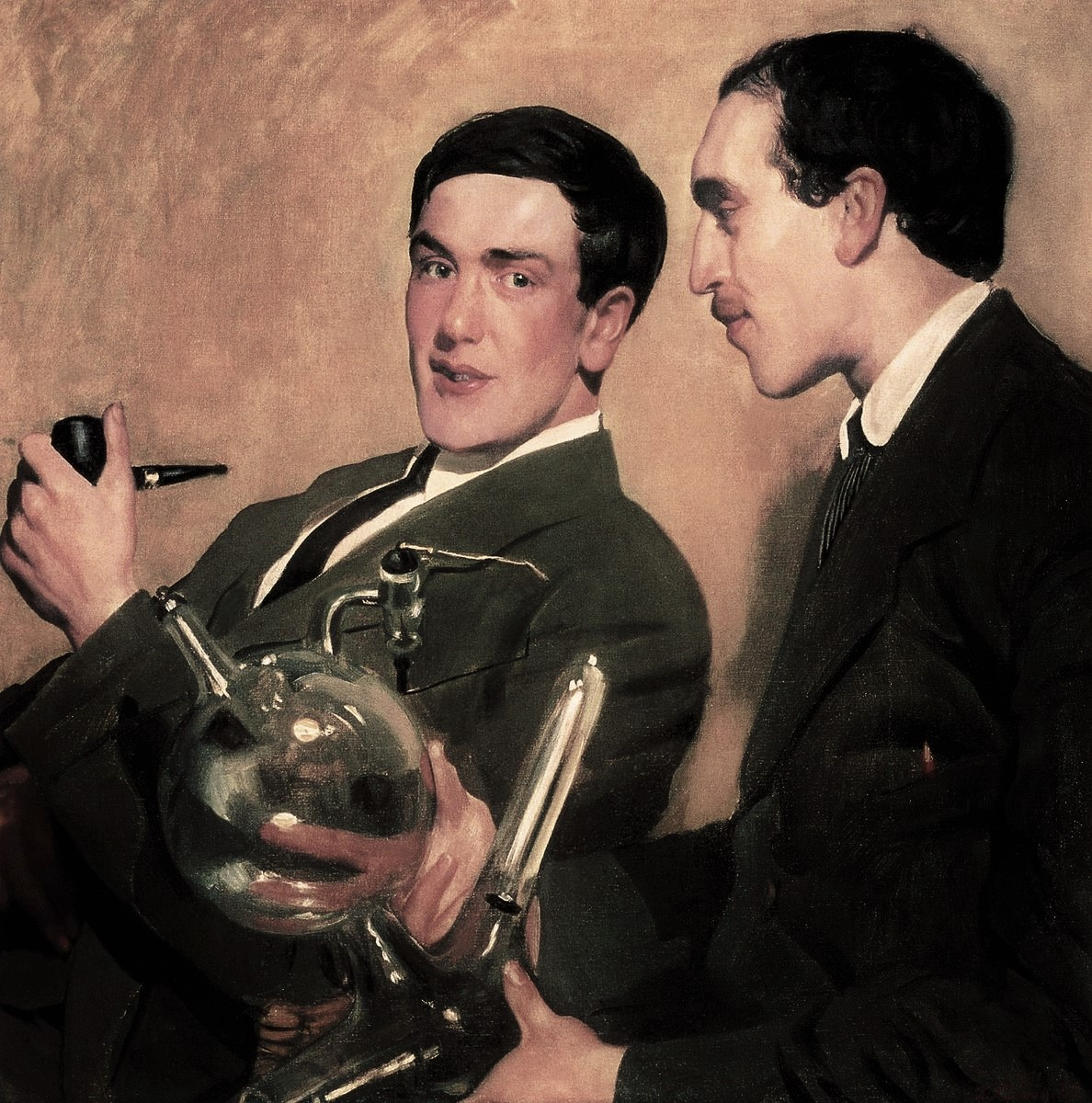
Kapiza und Semjonow (1921)
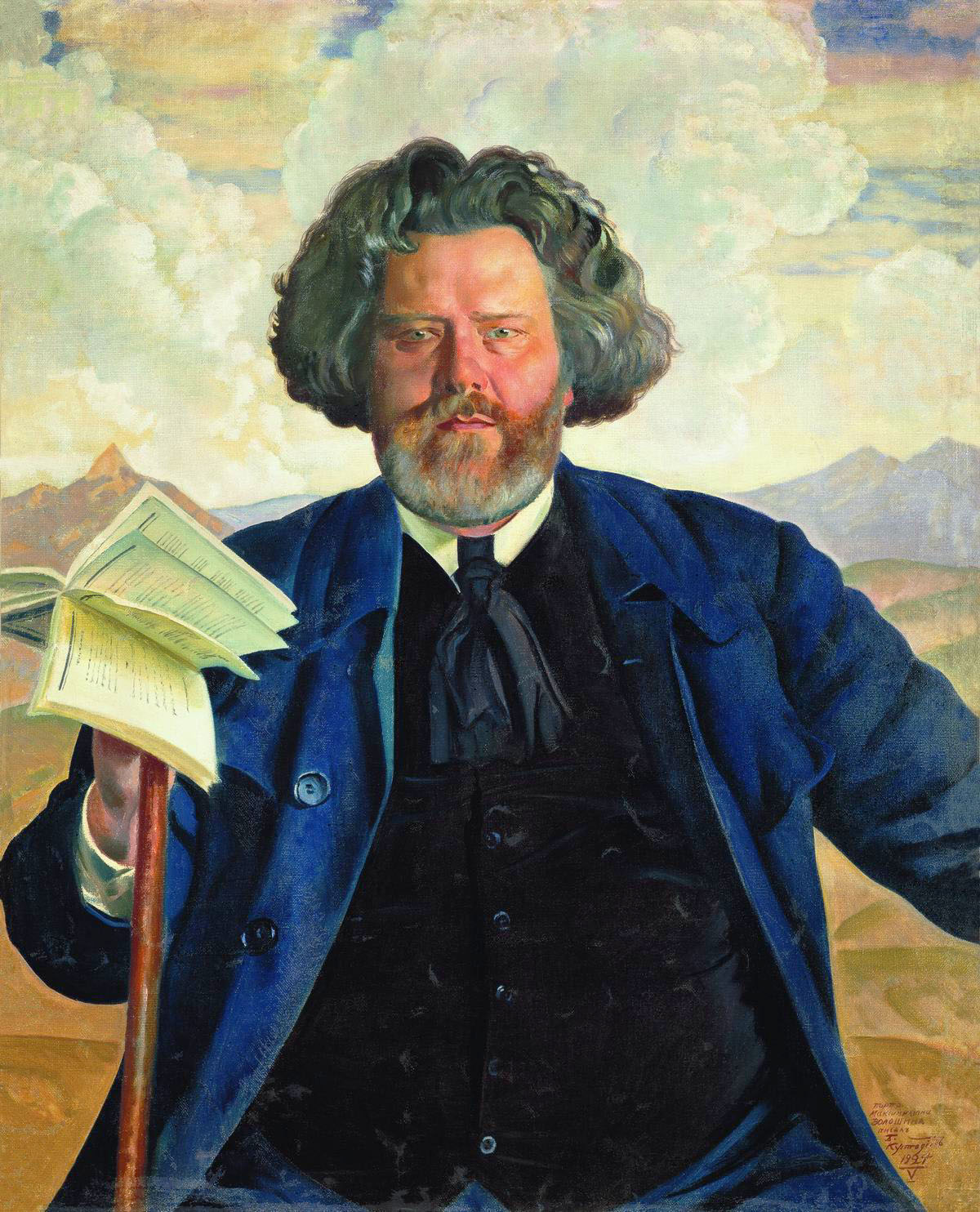
Maximilian Woloschin (1924)
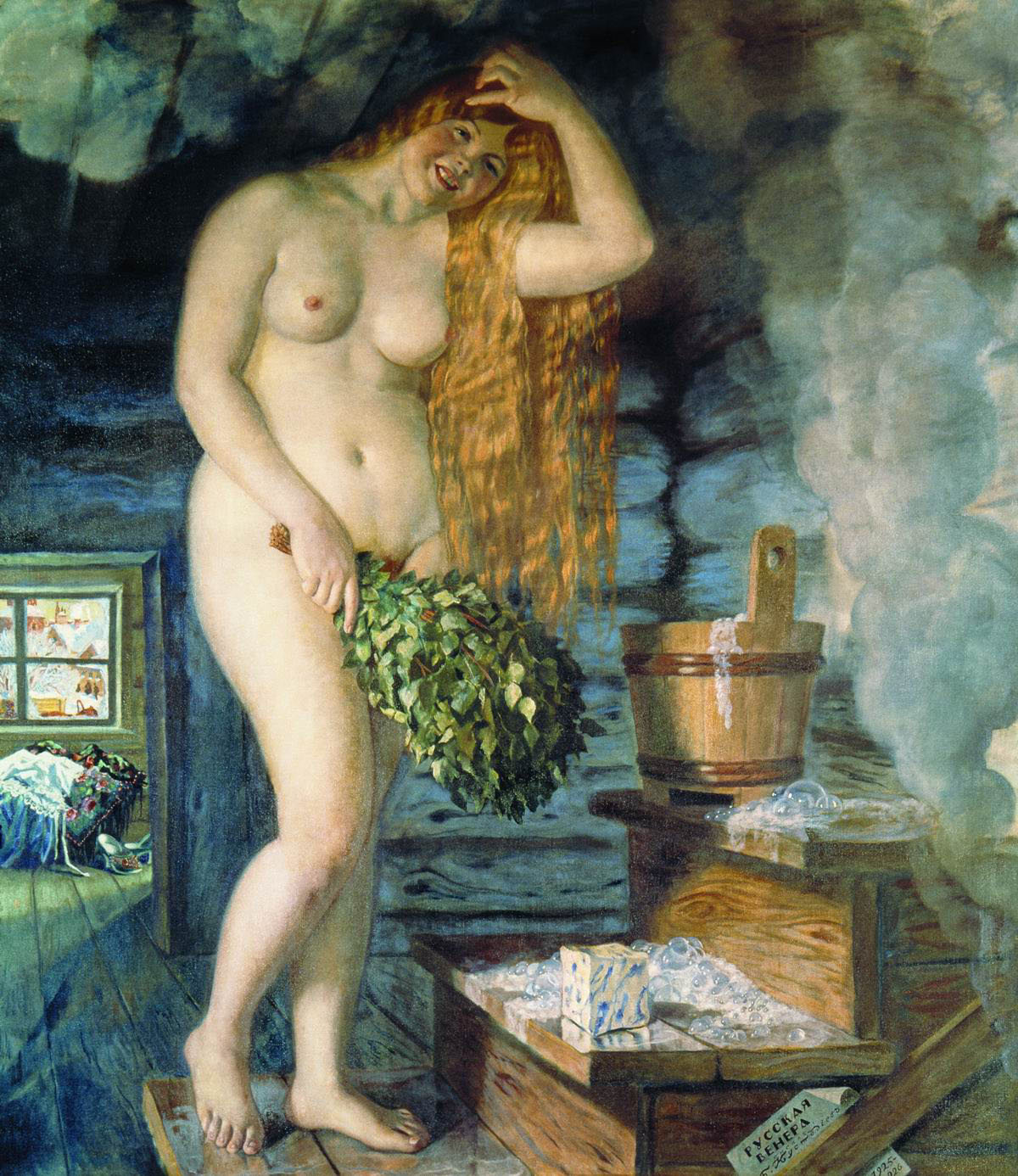
Russische Venus (1925/26)

- Morgen (Утро) (1904)
- Jahrmarktsbuden (Балаганы)
- Jahrmärkte (Ярмарки)
- Ländliche Feiertage (Деревенские праздники)
- Fastnachtswochen (Масленицы)
- Selbstporträt vor dem Dreifaltigkeitskloster von Sergijew Possad, 1912, Uffizien
- Feiertag zu Ehren des 2. Kongresses der Komintern auf dem Jurizki-Platz (Праздник в честь 2-го конгресса Коминтерна на площади Урицкого) (1921)